# Classic Sud Ardèche 2019
La 19.ª edición de la clásica ciclista Classic Sud Ardèche fue una carrera en Francia que se celebró el 2 de marzo de 2019 con inicio y final en la ciudad de Guilherand-Granges sobre un recorrido de 200,2 kilómetros.
La carrera hizo parte del UCI Europe Tour 2019, dentro de la categoría UCI 1.1. El vencedor final fue el francés Lilian Calmejane del Direct Énergie seguido del también francés Valentin Madouas del Groupama-FDJ y el noruego Odd Christian Eiking del Wanty-Gobert.

## Equipos participantes
Tomaron parte en la carrera 19 equipos: 2 de categoría UCI WorldTeam; 16 de categoría Profesional Continental; y 1 de categoría Continental. Formando así un pelotón de 129 ciclistas de los que acabaron 104. Los equipos participantes fueron:
| WorldTeams (2)- AG2R La Mondiale - Groupama-FDJ Equipos continentales profesionales (16)- Direct Énergie - Arkéa-Samsic - Cofidis, Solutions Crédits - Vital Concept-B&B Hotels - Androni Giocattoli-Sidermec - Wallonie Bruxelles - Roompot-Charles - Wanty-Groupe Gobert - Delko-Marseille Provence - Neri Sottoli-Selle Italia-KTM - Caja Rural-Seguros RGA - Israel Cycling Academy - Rally UHC Cycling - Riwal Readynez - Euskadi Basque Country-Murias - Burgos-BH Equipo continental- Saint Michel-Auber 93 |
| |

## Clasificación final
- Las clasificaciones finalizaron de la siguiente forma:[3]

| \| Clasificación general \| Clasificación general \| Clasificación general \| Clasificación general \| Clasificación general \| \| Ciclista \| Ciclista \| Equipo \| Tiempo \| \| \| --------------------- \| --------------------- \| ----------------------------- \| --------------------- \| --------------------- \| \| 1.º \| Lilian Calmejane \| Direct Énergie \| 5 h 23 min 59 s \| \| \| 2.º \| Valentin Madouas \| Groupama-FDJ \| + 4 s \| \| \| 3.º \| Odd Christian Eiking \| Wanty-Gobert \| + 4 s \| \| \| 4.º \| Romain Bardet \| AG2R La Mondiale \| + 4 s \| \| \| 5.º \| Pieter Weening \| Roompot-Charles \| + 4 s \| \| \| 6.º \| Patrick Müller \| Vital Concept-B&B Hotels \| + 4 s \| \| \| 7.º \| Alexis Vuillermoz \| AG2R La Mondiale \| + 4 s \| \| \| 8.º \| Guillaume Martin \| Wanty-Gobert \| + 4 s \| \| \| 9.º \| Garikoitz Bravo \| Euskadi Basque Country-Murias \| + 4 s \| \| \| 10.º \| Nicolas Edet \| Cofidis, Solutions Crédits \| + 4 s \| \| |                      |                               |                 |
| |                      |                               |                 |
| Fuente: ProCyclingStats |                      |                               |                 |
| Clasificación general |                      |                               |                 |
| Ciclista | Ciclista             | Equipo                        | Tiempo          |
| 1.º | Lilian Calmejane     | Direct Énergie                | 5 h 23 min 59 s |
| 2.º | Valentin Madouas     | Groupama-FDJ                  | + 4 s           |
| 3.º | Odd Christian Eiking | Wanty-Gobert                  | + 4 s           |
| 4.º | Romain Bardet        | AG2R La Mondiale              | + 4 s           |
| 5.º | Pieter Weening       | Roompot-Charles               | + 4 s           |
| 6.º | Patrick Müller       | Vital Concept-B&B Hotels      | + 4 s           |
| 7.º | Alexis Vuillermoz    | AG2R La Mondiale              | + 4 s           |
| 8.º | Guillaume Martin     | Wanty-Gobert                  | + 4 s           |
| 9.º | Garikoitz Bravo      | Euskadi Basque Country-Murias | + 4 s           |
| 10.º | Nicolas Edet         | Cofidis, Solutions Crédits    | + 4 s           |

## UCI World Ranking
La Classic Sud Ardèche otorgó puntos para el UCI World Ranking para corredores de los equipos en las categorías UCI WorldTeam, Profesional Continental y Equipos Continentales. Las siguientes tablas son el baremo de puntuación y los 10 corredores que obtuvieron más puntos:
| Posición   | 1.º | 2.º | 3.º | 4.º | 5.º | 6.º | 7.º | 8.º | 9.º | 10.º | 11.º | 12.º | 13.º-15.º | 16.º-25.º |
| Puntuación | 125 | 85  | 70  | 60  | 50  | 40  | 35  | 30  | 25  | 20   | 15   | 10   | 5         | 3         |

| Clasificación |                      |                               |        |
| Posición      | Ciclista             | Equipo                        | Puntos |
| ------------- | -------------------- | ----------------------------- | ------ |
| 1.º           | Lilian Calmejane     | Direct Énergie                | 125    |
| 2.º           | Valentin Madouas     | Groupama-FDJ                  | 85     |
| 3.º           | Odd Christian Eiking | Wanty-Gobert                  | 70     |
| 4.º           | Romain Bardet        | AG2R La Mondiale              | 60     |
| 5.º           | Pieter Weening       | Roompot-Charles               | 50     |
| 6.º           | Patrick Müller       | Vital Concept-B&B Hotels      | 40     |
| 7.º           | Alexis Vuillermoz    | AG2R La Mondiale              | 35     |
| 8.º           | Guillaume Martin     | Wanty-Gobert                  | 30     |
| 9.º           | Garikoitz Bravo      | Euskadi Basque Country-Murias | 25     |
| 10.º          | Nicolas Edet         | Cofidis, Solutions Crédits    | 20     |